# Eyes Set to Kill
Eyes Set to Kill – amerykańska grupa muzyczna pochodząca z Tempe w Arizonie. Zespół gra Post Hardcore. Siostry Rodriguez, razem z wcześniejszą wokalistką Lindsay Vogt założyły zespół w 2003 roku. Vogt odeszła z zespołu w połowie roku 2007.  Lindsay stworzyła projekt solowy "The Taro Sound", który następnie przekształcił się w zespół "The Attraction". Po odejściu Vogt, Alexia przejęła rolę wokalistki. W 2016 z zespołu odeszła Anissia.
Po wydaniu albumu The World Outside, zespół otrzymał wiele pozytywnych recenzji oraz byli na okładce USA Today jako "Jeden ze 100 zespołów, które musisz znać" ("100 Bands You Need To Know). 
Album Broken Frames debiutował na 5. miejscu rankingu "Locals Only: The Best Albums and EPs in 2010".

## Muzycy
| Obecny skład zespołu - Alexia Rodriguez - śpiew, gitara (od 2003) - Anissa Rodriguez - gitara basowa (od 2003) - Caleb Clifton - perkusja (od 2005) Muzycy koncertowi - Manny Contreras - gitara (od 2014) - Justin Whitesel - gitara (2011) - David Molina - gitara (2011) |  | Byli członkowie zespołu - Lindsey Vogt - śpiew (2003-2006) - Spencer Merrill - śpiew (2003) - Austin Vanderbur - śpiew (2003–2005) - Brandon Anderson - gitara, śpiew (2005–2010) - Cisko Miranda - gitara, śpiew (2010-2014) - Justin Denson - śpiew (2010) - Greg Kerwin - gitara (2007–2011) - Zack Hansen - gitara (2003–2005) - John Moody - gitara (2005–2006) - Alex Torres - gitara (2006–2007) - David Phipps - perkusja (2003) - Milad Sadegi - perkusja (2003–2005) - Bazly Shah - perkusja (2005) |

## Dyskografia
Albumy
| Reach                       | - Data: 19 lutego 2008 - Wydawca: Break Silence Records   | —   | 29 | —  | —  |                  |
| The World Outside           | - Data: 2 czerwca 2009 - Wydawca: Break Silence Records   | —   | 9  | 26 | —  | - USA: 7,5 tys.+ |
| Broken Frames               | - Data: 8 czerwca 2010 - Wydawca: Break Silence Records   | —   | 9  | 34 | 21 | - USA: 10 tys.+  |
| White Lotus                 | - Data: 9 sierpnia 2011 - Wydawca: Forsee Records         | —   | —  | —  | —  | - USA: 2 tys.+   |
| Masks                       | - Data: 17 września 2013 - Wydawca: Century Media Records | 161 | 5  | 34 | 11 | - USA: 2,6 tys.+ |
| "—" album nie był notowany. |                                                           |     |    |    |    |                  |

Minialbumy
| Tytuł                                     | Dane dot. albumu                                      |
| ----------------------------------------- | ----------------------------------------------------- |
| When Silence Is Broken, the Night Is Torn | - Data: 6 lipca 2006 - Wydawca: Break Silence Records |

Albumy wideo
| Tytuł                       | Dane dot. albumu                              |
| --------------------------- | --------------------------------------------- |
| A Day with Eyes Set to Kill | - Data: 2007 - Wydawca: Break Silence Records |

## Teledyski
| Tytuł                         | Rok  | Reżyseria                                    |
| ----------------------------- | ---- | -------------------------------------------- |
| "Liar in the Glass"           | 2016 | Zachary Yoshloka                             |
| "Beauty Through Broken Glass" | 2016 | Zachary Yoshloka                             |
| "This Love You Breathe"       | 2016 | Brittany Bush                                |
| "Darling"                     | 2016 | Brittany Bush                                |
| "Reach"                       | 2008 | MOTIONarmy                                   |
| "Darling"                     | 2008 | MOTIONarmy                                   |
| "Heights"                     | 2009 | Chad Archibald, Philip Carrer                |
| "The World Outside"           | 2009 | Chad Archibald, Philip Carrer                |
| "Deadly Weapons"              | 2010 | Chad Archibald, Philip Carrer, Dave Aguilera |
| "Broken Frames"               | 2010 | MOTIONarmy                                   |
| "Infected"                    | 2013 | Daniel Andres Gomez Bagby                    |